# Ernst Schröder
Friedrich Wilhelm Karl Ernst Schröder (Mannheim, 25 de novembro de 1841 — Karlsruhe, 16 de junho de 1902) foi um matemático alemão.
É mais conhecido por seu trabalho sobre lógica algébrica. Importante figura na história da lógica matemática (uma expressão que talvez tenha sido inventada por ele), pelo fato de ter resumido e depois ampliado os trabalhos iniciados por George Boole, Augustus De Morgan, Hugh MacColl e especialmente Charles Peirce. É mais conhecido por seu monumental trabalho Vorlesungen über die Algebra der Logik, em 3 volumes, o qual preparou o caminho para o desmembramento da lógica matemática em uma disciplina separada durante o século XX, pela sistematização de vários raciocínios lógicos formais da época.

## Vida
Schröder estudou matemática na Universidade de Heidelberg, Universidade de Königsberg e Instituto Federal de Tecnologia de Zurique, com os mestres Ludwig Otto Hesse, Gustav Kirchhoff e Franz Ernst Neumann. Após lecionar durante alguns anos, ele foi para o Technische Hochschule Darmstadt em 1874. Dois anos depois, ele se tornou catedrático do Polytechnische Schule em Karlsruhe, onde passou o resto da vida. Não chegou a se casar.

## Trabalho
O trabalho inicial de Schröder sobre álgebra formal e lógica foi escrito sem conhecimento dos lógicos britânicos George Boole e Augustus De Morgan. Ao invés disso, suas fontes foram textos de Ohm, Hermann Hankel, Hermann Grassmann e Robert Grassmann, todos escritos na tradição germânica da álgebra combinatória e análise algébrica. (Peckhaus 1997: 233-296). Em 1873, Schröder conheceu os trabalhos de Boole e De Morgan sobre lógica. A estes trabalhos ele acrescentou vários conceitos importantes graças a Charles Peirce, incluindo os de subsunção (considerar um elemento como parte de um conjunto maior) e quantificação.
Schröder também deu contribuições originais aos estudos de álgebra, teoria dos conjuntos, reticulado, relação de ordem e números ordinais. Junto com Georg Cantor, descobriu o Teorema de Cantor–Bernstein–Schröder", apesar da demonstração por ele feita conter falhas. Posteriormente Felix Bernstein (1878-1956) corrigiu a demonstração como parte de sua dissertação de Ph.D.

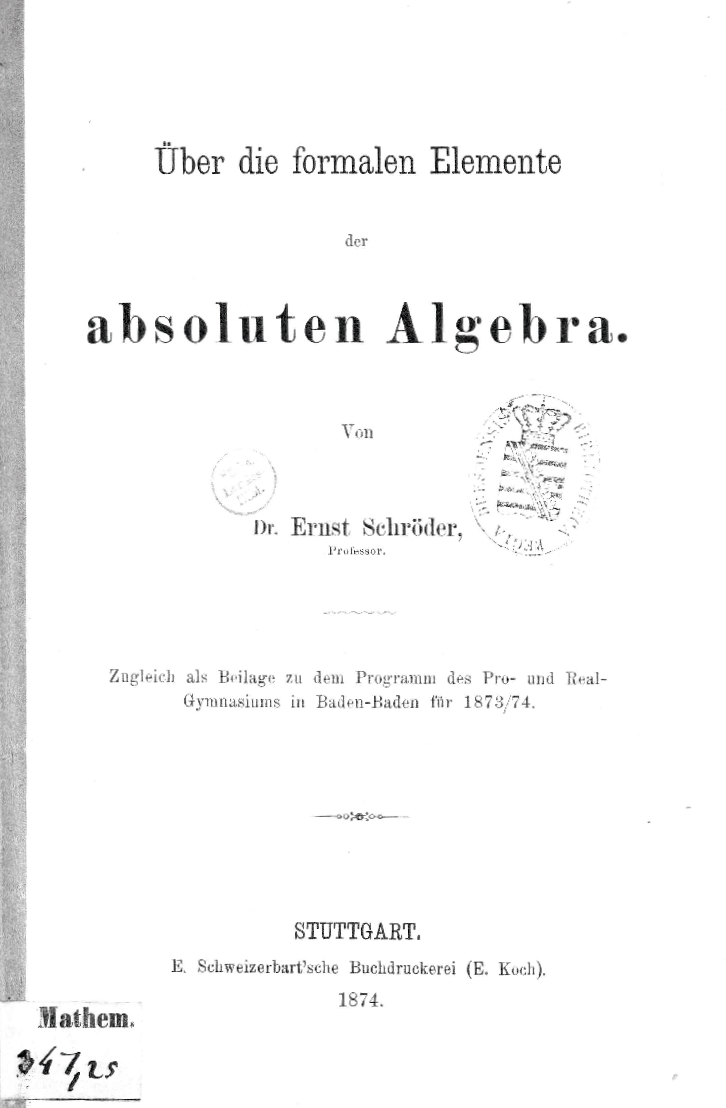
Página título da primeira impressão de "Über die formalen Elemente der absoluten Algebra"

Sua obra Schröder (1877) era uma exposição concisa das ideias de Boole sobre álgebra e lógica, o que facilitou a apresentação dos trabalhos do mesmo aos leitores do continente. É clara a influência dos Grassmann, especialmente da obra pouco conhecida de Robert, 'Formenlehre. Ao contrário de Boole, Schröder apreciava muito a dualidade. John Venn e Christine Ladd-Franklin mencionaram este livro de Schröder, e Charles Peirce usou-o quando lecionava na Universidade Johns Hopkins.
Seu principal trabalho, Vorlesungen über die Algebra der Logik, publicado em três volumes entre 1890 e 1905, teve suas despesas de impressão pagas pelo próprio. O terceiro volume compõe-se de duas partes, tendo sido a terceira publicada postumamente e editada por Eugen Müller. O Vorlesungen era um compêndio didático de lógica "algébrica" (hoje a chamamos "simbólica") atualizado até o fim do século XIX, e que teve uma considerável influência no desenvolvimento da lógica matemática no século XX. O Vorlesungen é uma obra prolixa, e somente uma pequena parte da mesma foi traduzida para o inglês.
Schröder declarou que seu objetivo era:
"...transformar a lógica em uma disciplina do cálculo, especialmente possibilitar o trabalho exato com conceitos relativos, e, daí em diante, libertando-se dos marcos rotineiros da linguagem falada, libertar-se também dos clichês filosóficos. Isto deve preparar as bases para uma língua internacional com base científica, que se pareça mais com uma linguagem de sinais do que com uma linguagem sonora".
A influência de Schröder no desenvolvimento inicial dos cálculos de predicados de primeira ordem, principalmente ao popularizar o trabalho de Peirce sobre quantificação, é no mínimo tão importante quanto à de Frege ou Peano. Como exemplo da influência de Schröder sobre os lógicos de língua inglesa do início do século XX veja-se o trabalho de Clarence Irving Lewis (1918). Os conceitos de relações que permeiam o livro Principia Mathematica devem muito ao Vorlesungen, citado no prefácio de Principia' e no livro de Bertrand Russell' Principles of Mathematics.

## Influência
A influência de Schröder no desenvolvimento inicial do cálculo de predicados, principalmente pela popularização do trabalho de C. S. Peirce sobre quantificação, é pelo menos tão grande quanto a de Frege ou Peano. Para um exemplo da influência do trabalho de Schröder sobre os lógicos de língua inglesa do início do século 20. Os conceitos relacionais que permeiam o Principia Mathematica devem-se muito ao Vorlesungen, citado no Prefácio de Principia e nos Princípios de Matemática de Bertrand Russell.

Frege (1960) descartou o trabalho de Schröder, e a admiração pelo papel pioneiro de Frege dominou a discussão histórica subsequente. Contrastando Frege com Schröder e C. S. Peirce, no entanto, Hilary Putnam (1982) escreve:
Quando comecei a traçar o desenvolvimento posterior da lógica, a primeira coisa que fiz foi olhar para Vorlesungen über die Algebra der Logik de Schröder, ... [que] terceiro volume é sobre a lógica das relações (Algebra und Logik der Relative, 1895). Os três volumes imediatamente se tornaram o texto de lógica avançada mais conhecido, e incorporam o que qualquer matemático interessado no estudo da lógica deveria ter conhecido, ou pelo menos ter sido conhecido, na década de 1890.
Embora, que eu saiba, ninguém, exceto Frege, jamais publicou um único artigo na notação de Frege, muitos lógicos famosos adotaram a notação de Peirce-Schröder, e resultados e sistemas famosos foram publicados nela. Löwenheim afirmou e provou o teorema de Löwenheim (mais tarde reprovado e fortalecido por Thoralf Skolem, cujo nome ficou ligado a ele junto com o de Löwenheim) na notação peirciana. De fato, não há nenhuma referência no artigo de Löwenheim a qualquer lógica que não seja a de Peirce. Para citar outro exemplo, Zermelo apresentou seus axiomas para a teoria dos conjuntos na notação de Peirce-Schröder, e não, como era de se esperar, na notação de Russell-Whitehead.

Pode-se resumir esses fatos simples (que qualquer um pode verificar rapidamente) da seguinte forma: Frege certamente descobriu o quantificador primeiro (quatro anos antes de Oscar Howard Mitchell, indo por datas de publicação, que são tudo o que temos até onde eu sei). Mas Leif Ericson provavelmente descobriu a América "primeiro" (perdoem-me por não contar os nativos americanos, que é claro que realmente a descobriram "primeiro"). Se o descobridor efetivo, do ponto de vista europeu, é Cristóvão Colombo, é porque ele o descobriu para que ficasse descoberto (pelos europeus, ou seja), para que a descoberta se tornasse conhecida (pelos europeus). Frege "descobriu" o quantificador no sentido de ter a legítima reivindicação de prioridade; mas Peirce e seus alunos a descobriram no sentido efetivo. O fato é que até Russell apreciar o que havia feito, Frege era relativamente obscuro, e era Peirce quem parece ter sido conhecido por toda a comunidade lógica mundial. Quantas das pessoas que pensam que "Frege inventou a lógica" estão cientes desses fatos?

## Publicações
- Schröder, E., 1877. Der Operationskreis des Logikkalküls. Leipzig: B.G. Teubner.
- Schröder, E., 1890–1905. Vorlesungen über die Algebra der Logik, 3 vols. Leipzig: B.G. Teubner. Reprints: 1966, Chelsea; 2000, Thoemmes Press.
  - Vorlesungen über die Algebra der Logik (Exakte Logik), Volume 1,
  - Vorlesungen über die Algebra der Logik (Exakte Logik), Volume 2, Abt. 1
  - Vorlesungen über die Algebra der Logik (Exakte Logik), Volume 2, Abt. 2
  - Algebra und Logik der Relative, der Vorlesungen über die Algebra der Logik 3, Volume 3, Abt. 1
- Schröder, E., 1898. "Über zwei Definitionen der Endlichkeit und G. Cantor'sche Sätze", Abh. Kaiserl. Leop.-Car. Akad. Naturf 71: 301–362.

Anthologies
- Brady, Geraldine, 2000. From Peirce to Skolem. North Holland. Includes an English translation of parts of the Vorlesungen.